# Kutsugata chawan
Kutsugata chawan (jap. 沓形茶碗) ist die Bezeichnung für eine Teeschale (chawan) in Schuhform. Diese Form ist prägnant für Teeschalen im Oribe-Stil. Furuta Oribe (1544–1615) war Samurai und Teemeister und unter seinem Einfluss entstand die nach ihm benannte Oribe-Keramik.

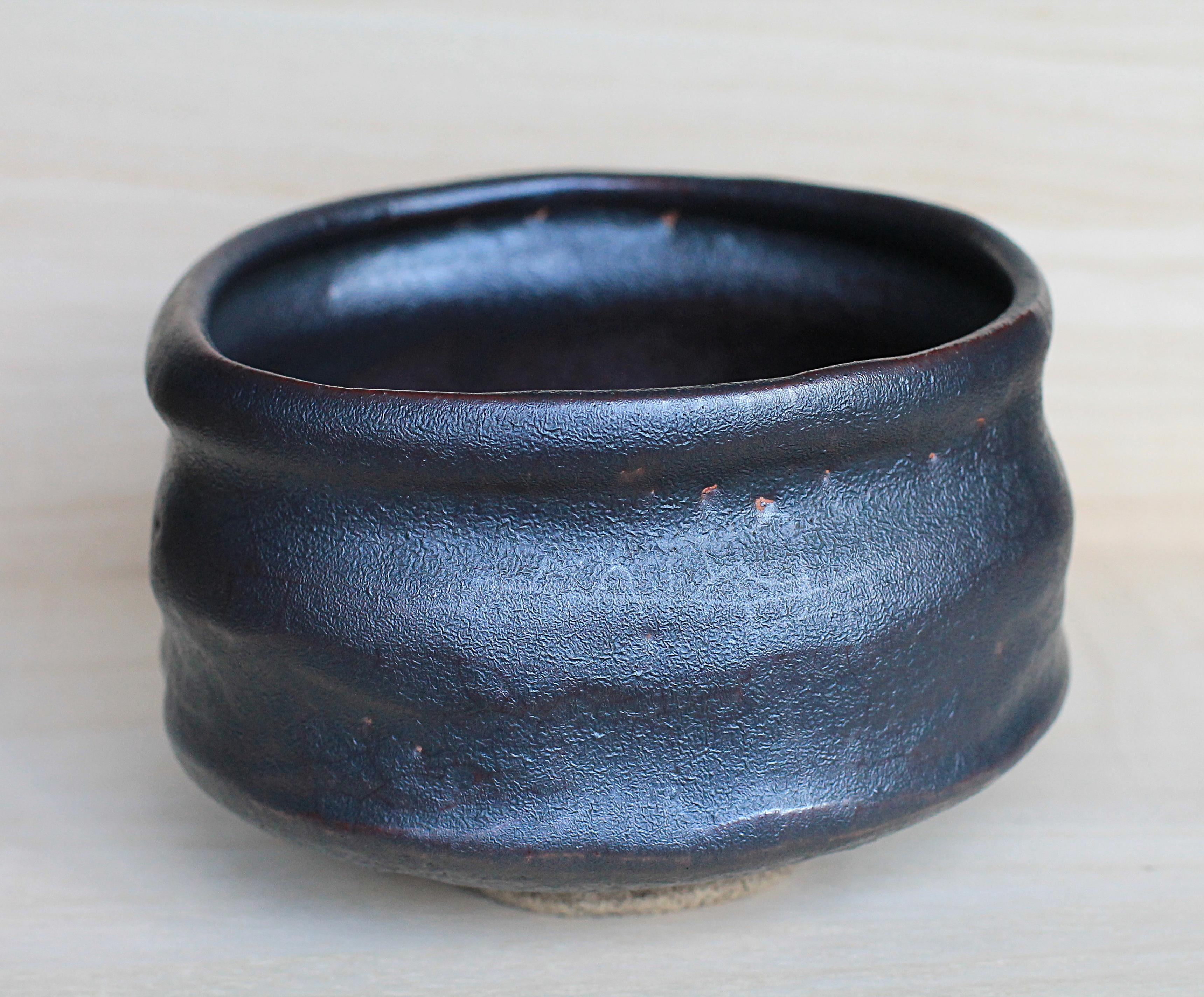
Oribeguro, ca. 1620
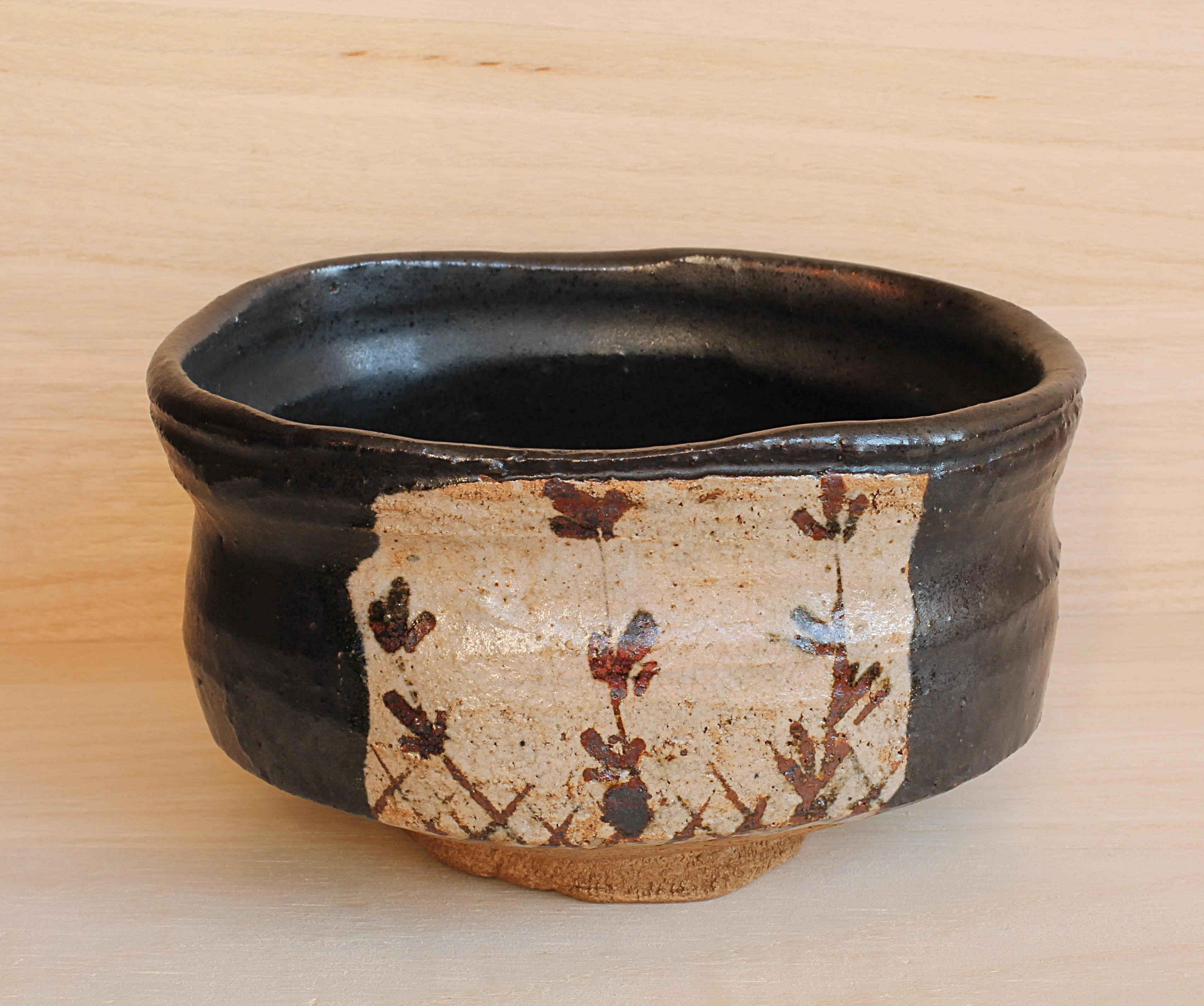
Kuro-Oribe

Erste Hinweise auf diese Keramik finden sich z. B. in den Aufzeichnungen des Kaufmanns Kamiya Sōtan. Diese enthalten einen Satz mit Bezug auf eine Teezusammenkunft in Oribes Teeraum im Jahr 1599. Er lautet: „Für den usucha (den dünnen Tee) kam wunderbar gewölbte Seto-Keramik zur Anwendung.“ Diese Beschreibung beschwört förmlich die in „Schuhform“ gestalteten Teeschalen, die seitdem in den Mino-Öfen (Töpfereien) hergestellt werden.
Datierbare Beweise tauchen erstmals in den „Aufzeichnungen für Anhänger des Tees“, z. B. den Chaki bengyoku shu (Unterschiede feiner Teeutensilien; 1671) auf, in denen in der Kategorie „neue Öfen“ (nochigama) „Furuta-Oribe-Keramik“ ausgewiesen ist als Keramik für die persönliche Übungspraxis des Tees.
Die Schuhform der Teeschale selbst geht vermutlich auf eine Verformung des Chawan beim Brennvorgang in einem Hangofen (noborigama) zurück. Im Gegensatz zu den bis dahin genutzten Öfen konnten in diesen erstmals mehrere Chawan gleichzeitig gebrannt, aber das Ergebnis nicht vollständig gesteuert werden.
Wurden diese Chawan ursprünglich als Ausschuss betrachtet, maßen ihnen die Teemeister gerade aufgrund dieser ursprünglich nicht gewünschten und nicht perfekten Form besondere, mit den Prinzipien des Tees (chadō) in Verbindung stehende Bedeutung zu (Wabi-Sabi).
Dies führte dazu, dass Töpfermeister diese im Ofen entstandene Form übernahmen und bewusst damit begannen, Chawan in diesem neuen Stil zu gestalten. Es ist nicht ganz leicht, diese Form mit einem Wort zu beschreiben. Vielleicht ist „organisch“ noch am zutreffendsten.